# Muži bez žen
Muži bez žen nebo Muž bez ženy (v anglickém originále Men Without Women) je šestý díl druhé série britského sitcomu z prostředí informačních technologií Ajťáci. Poprvé byla epizoda odvysílána 28. září 2007.

## Synopse
Douglas Reynholm chce za každou cenu dostat Jen Barber. Nabídne jí místo osobní asistentky, což Jen příjme. Douglas si pořídil od šamana zázračný prostředek, po jehož požití mu bude údajně povolná.

## Příběh
V úvodu epizody Douglas Reynholm navštíví v poušti slepého šamana, od něhož koupí zázračnou tinkturu, která mu má pomoci dostat Jen do postele.
Moss si koupil v kantýně muffin a podle čichu pozná, že je v něm látka hyperosid, která není uvedená na etiketě. Cítí curium, erbium a selen. Jen musí k řediteli, který si ji poslední dobou často povolává k sobě do kanceláře. Tentokrát jí nabídne místo osobní asistentky. Původní sekretářka Stephanie totiž odchází. Douglas hovoří o svých bývalých aférách se sexuálním harašením, tvrdí, že je to už za ním a že se změnil. Jen místo přijímá.
Během dne běhá vedle Douglase a píše si poznámky, sedí spolu na lavičce a šéf trefí klackem veverku, aby ji ohromil, strčí ruku do fontánky a když ji vytáhne, předstírá, že mu chybí zápěstí...
V kanceláři to zkusí na Jen přes city, když jí řekne o své mrtvé ženě Melisse. Jakmile vzbudí u Jen soucit, okamžitě jí navrhne, aby si vyzkoušela spodní prádlo jeho bývalé ženy. Jen vidí, že se Douglas nezměnil a chce se vrátit do IT oddělení (kde mezitím kluci provádí různé vylomeniny).
Douglas couvne a navrhne Jen, aby se mrkla na jeho novou prezentaci. K tomu jí nabídne čaj, do něhož vylil tinkturu. Během prezentace problikne na okamžik snímek nahého Douglase ležícího na posteli. Jen volá do kanceláře Roye a Mosse, aby se podívali na Douglasův laptop.
Kluci jsou nadšení, že mohou pro Jen něco udělat a vmžiku jsou nahoře - v trenýrkách. Moss si přičichne k čaji a zeptá se Jen, proč pije Rohypnol. Ta ihned pochopí, o co jde. Dá šálek vypít Reynholmovi. Ten je naštvaný, že jej šaman tak lacino doběhl. Když bezelstný Moss prozradí Jen, že ji v kanceláři nahradili záznamníkem a dali mu jméno Jen 2, naštve se a zamkne Roye s Mossem v ředitelově kanceláři. Ředitel je čím dál víc vzrušený, kluci marně zkouší kliku, zatímco se z místnosti ozývá Douglasův smích.

## Kulturní reference
- Douglas Reynholm během vycházky s Jen předstírá, že přišel o ruku v imitaci scénky s Gregory Peckem z americké romantické komedie Prázdniny v Římě.[2]

## Zajímavosti
- Moss poznamená, že zatímco Jen pracovala pro Douglase Reynholma, on a Roy si našli za ni dole v kanceláři IT náhradu - záznamník pojmenovaný Jen Two (Jen 2). Foneticky shodný název Gentoo má distribuce operačního systému Linux.[3]
- vedlejší roli (cameo) v epizodě „Muži bez žen“ si zahrál i režisér seriálu Graham Linehan. Představil se na začátku epizody jako slepý šaman, jenž prodá Douglasi Reynholmovi zázračnou tinkturu.[1]